# Micromaeus nanus
Micromaeus nanus là một loài bọ cánh cứng trong họ Cerambycidae.